# Wahpeton (Dakota Północna)

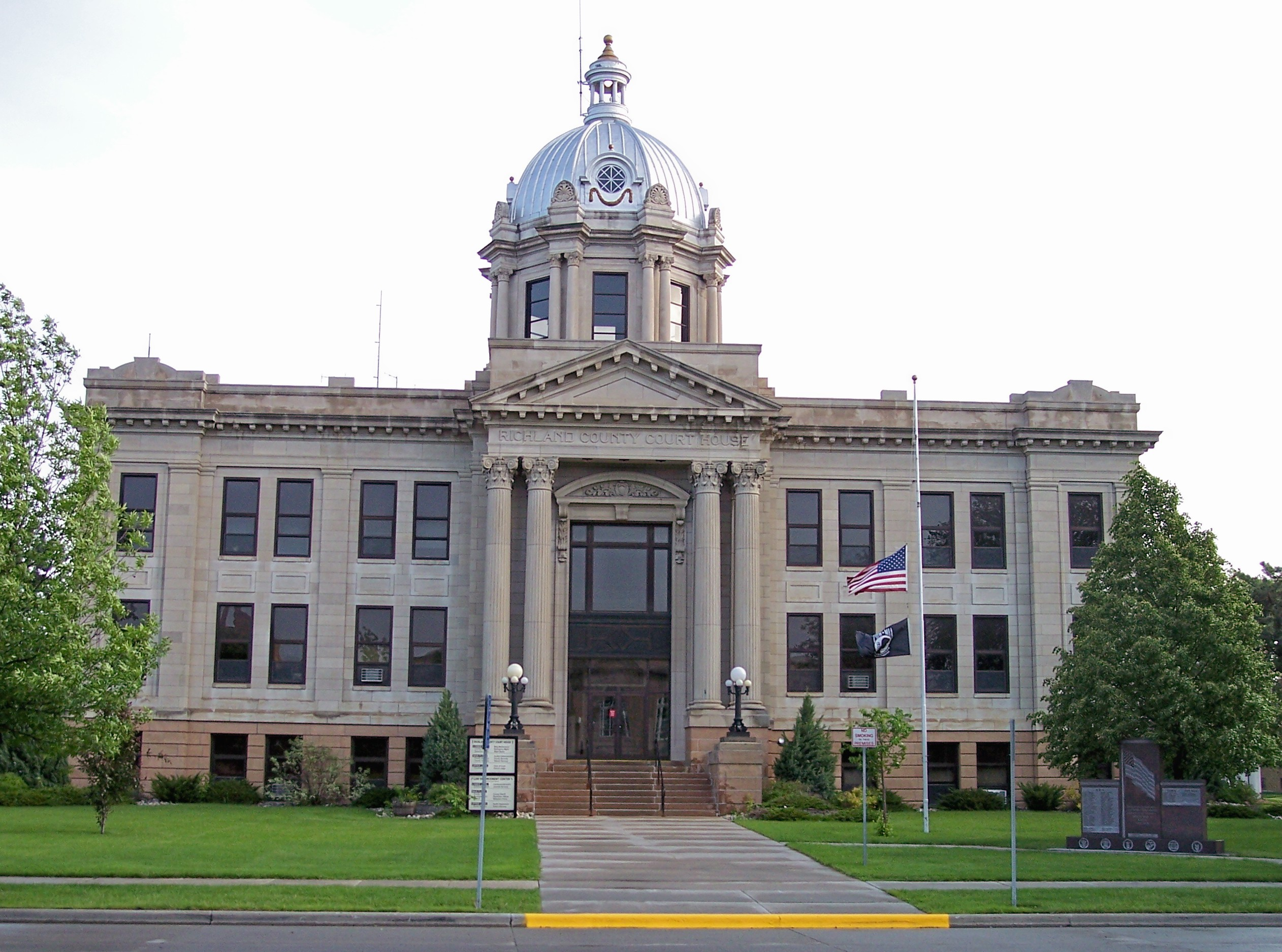
Gmach sądu w Wahpeton

Wahpeton – miasto w Stanach Zjednoczonych, w stanie Dakota Północna, siedziba administracyjna hrabstwa Richland.